# Любомірка
Любомірка (пол. Lubomirka) — село в Польщі, у гміні Вількув Опольського повіту Люблінського воєводства.
Населення — 100 осіб (2011).

## Демографія
Демографічна структура станом на 31 березня 2011 року:
|          | Загалом | Допрацездатний вік | Працездатний вік | Постпрацездатний вік |
| -------- | ------- | ------------------ | ---------------- | -------------------- |
| Чоловіки | 48      | 11                 | 32               | 5                    |
| Жінки    | 52      | 8                  | 32               | 12                   |
| Разом    | 100     | 19                 | 64               | 17                   |